# Lak Sao

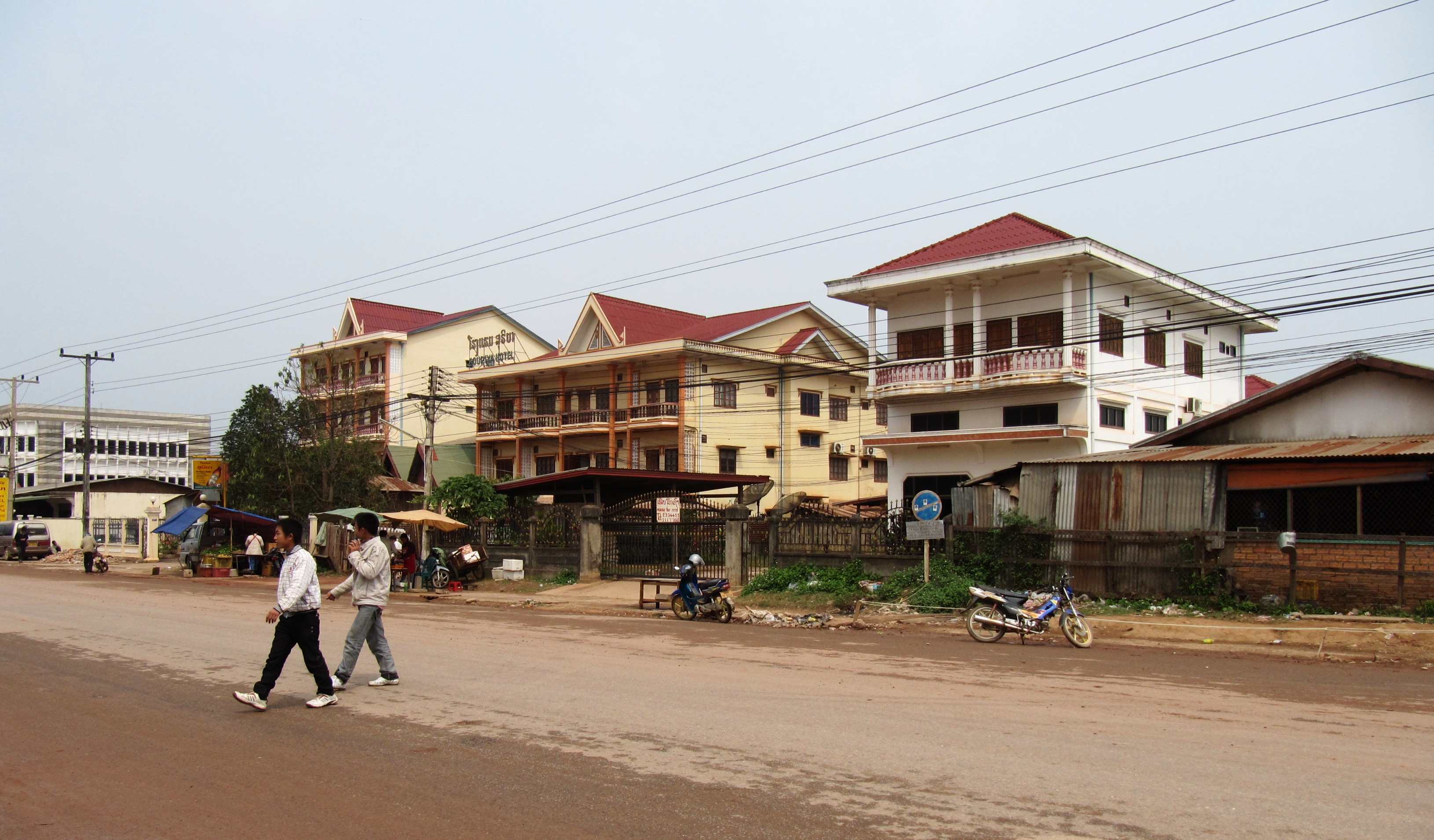
Phố chính ở Lak Sao

Lak Sao, Lakxao hay Ban Lak Sao là thị trấn, thủ phủ của muang Khamkeuth, tỉnh Bolikhamsai, miền trung Lào .
Thị trấn nằm ở ngã tư lớn nơi Quốc lộ 1E đến từ phía nam và AH15, hay Quốc lộ 8 của Lào, đến từ phía đông bắc ở biên giới với Việt Nam, nơi có cặp cửa khẩu Namphao-Cầu Treo . AH15 tiếp tục đi về phía tây đến Thái Lan .
Trong Chiến tranh Việt Nam/Nội chiến Lào, tại đây xảy ra trận Lak Sao từ giữa tháng 11/1963 đến tháng 1/1964, giữa Quân đội Hoàng gia Lào với quân Bắc Việt .